# 고령군의 행정 구역
고령군의 행정 구역은 1읍 7면(151개리 620개반)으로 구성되어 있다. 2009년 12월 31일을 기준으로 고령군의 면적은 384km2이며, 인구는 15,417세대, 34,678명이다.

## 지도

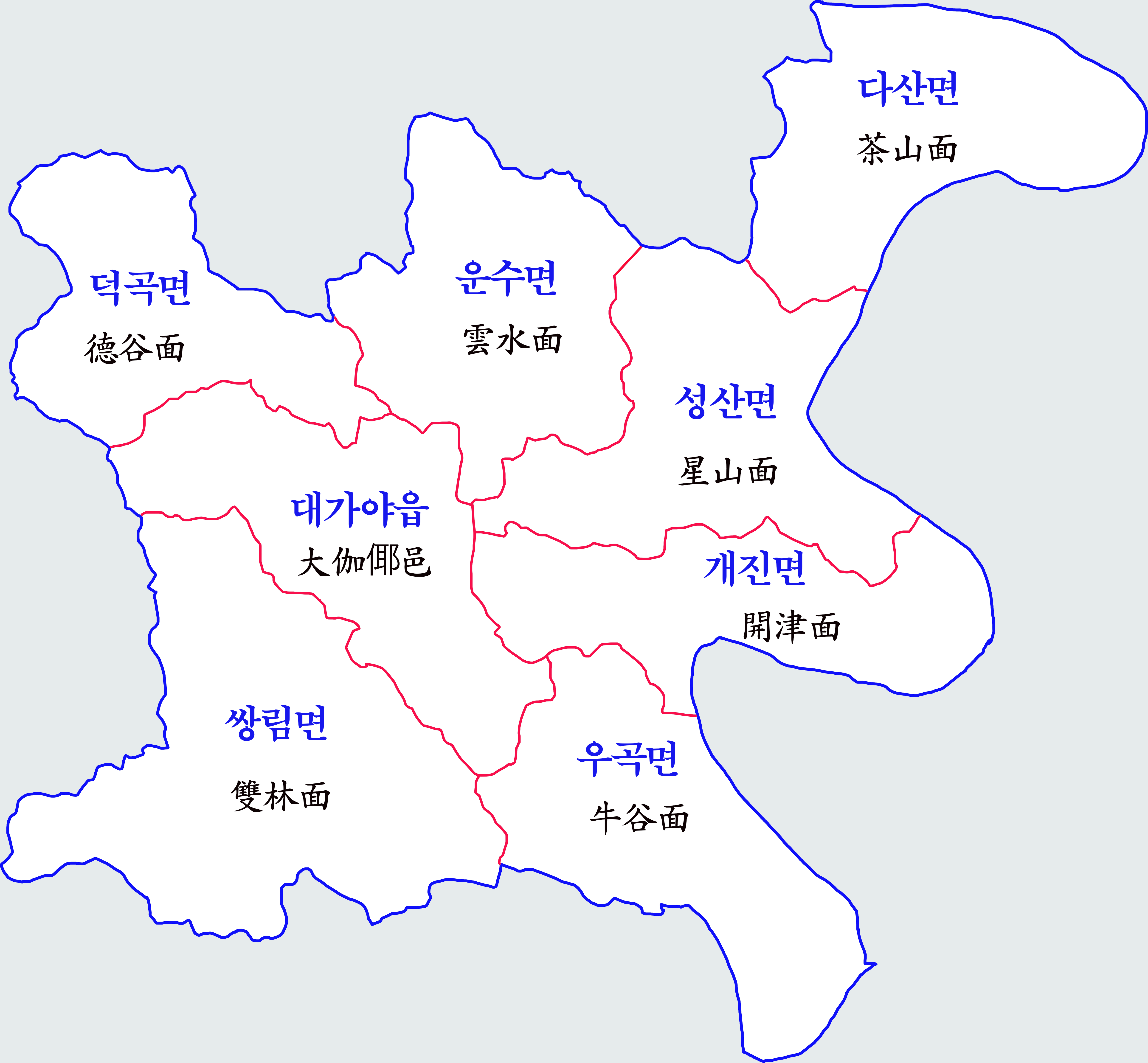
고령군의 행정구역

## 행정 구역
| 읍·면    | 한자     | 세대   | 인구   | 면적   | 법정리 |
| -------- | -------- | ------ | ------ | ------ | --- |
| 대가야읍 | 大伽倻邑 | 4,447  | 10,593 | 47.37  | 쾌빈리(快賓里), 고아리(古衙里), 헌문리(軒門里), 장기리(場基里), 연조리(延詔里), 지산리(池山里), 본관리(本館里), 중화리(中化里), 저전리(楮田里), 내상리(內上里), 신리(新里), 외리(外里), 내곡리(內谷里)                                                     |
| 덕곡면   | 德谷面   | 748    | 1,537  | 38.57  | 가륜리(加倫里), 원송리(元松里), 노리(老里), 백리(白里), 예리(禮里), 옥계리(玉溪里), 용흥리(龍興里), 본리리(本里里), 반성리(盤城里), 후암리(後岩里) |
| 운수면   | 雲水面   | 1,068  | 2,212  | 45.84  | 봉평리(鳳坪里), 대평리(大坪里), 신간리(新間里), 법리(法里), 유리(柳里), 팔산리(八山里), 운산리(雲山里), 월산리(月山里), 화암리(花岩里) |
| 성산면   | 星山面   | 1,284  | 3,022  | 48.45  | 어곡리(於谷里), 득성리(得成里), 삼대리(三大里), 오곡리(午谷里), 강정리(江亭里), 무계리(茂溪里), 박곡리(朴谷里), 대흥리(大興里), 용소리(龍沼里), 상용리(上龍里), 고탄리(高呑里), 기족리(旗足里), 기산리(箕山里), 사부리(沙鳧里)                             |
| 다산면   | 茶山面   | 3,545  | 9,423  | 45.87  | 평리리(平里里), 호촌리(湖村里), 곽촌리(藿村里), 상곡리(上谷里), 좌학리(座鶴里), 월성리(月城里), 노곡리(蘆谷里), 나정리(羅亭里), 벌지리(伐知里), 송곡리(松谷里)                                                                                             |
| 개진면   | 開津面   | 1,086  | 2,419  | 39.5   | 양전리(良田里), 반운리(盤雲里), 신안리(新安里), 직리(直里), 개포리(開浦里), 오사리(吾士里), 구곡리(九谷里), 옥산리(玉山里), 부리(釜里), 생리(省里), 인안리(仁安里)                                                                                         |
| 우곡면   | 牛谷面   | 933    | 2,074  | 47.04  | 도진리(桃津里), 예곡리(禮谷里), 답곡리(畓谷里), 봉산리(鳳山里), 포리(浦里), 객기리(客基里), 연리(蓮里), 월오리(月塢里), 대곡리(大谷里), 사전리(沙田里), 야정리(野亭里), 속리(涑里), 사촌리(沙村里)                                                         |
| 쌍림면   | 雙林面   | 1,938  | 4,399  | 71.45  | 귀원리(貴院里), 송림리(松林里), 산당리(山塘里), 백산리(栢山里), 하거리(下車里), 신촌리(新村里), 산주리(山州里), 매촌리(梅村里), 합가리(合伽里), 신곡리(新谷里), 평지리(平地里), 안화리(安和里), 안림리(安林里), 고곡리(高谷里), 월막리(月幕里), 용리(龍里) |
| 합계     | 합계     | 15,049 | 35,679 | 384.09 | |

## 역사
- 42년 대가야국
- 562년 대가야군(大伽倻郡)으로 신라에 복속
- 757년(신라 경덕왕 16년) 강주(康州) 고양군(高陽郡)
- 고려 초 경산부(京山府)에 합병, 영천현(靈川縣)으로 개편됨
- 고려 명종 감무(監務) 설치
- 1394년(조선 태조 3년) 고양현(高陽縣)·영천현(靈川縣)의 첫 글자를 때서 고령현(高靈縣)으로 이름을 바꿈
- 조선 태종 현감 설치
- 1895년 6월 23일(음력 윤5월 1일) 대구부 고령군으로 개편하였다.[2]
- 1896년 8월 4일 경상북도 고령군으로 개편하였다.[3]
- 1906년 성주군 일부(인곡·운라·흑수·도장·소야·가현·덕곡·노다·다산 이상 9면), 현풍군 일부(진촌·답곡·왕지 이상 3면)를 편입하였다. (26면)
- 1912년 10월 15일 서부면을 현내면에 합면하는 등 면, 동을 합병하였다.[4][5]

| 도령 제2호                                                                  |             |
| 구 행정구역                                                                 | 신 행정구역 |
| 운라면 일원, 흑수면 일원                                                    | 운수면 일원 |
| 도장면 일원, 구음면 일원                                                    | 장음면 일원 |
| 구곡면 일원, 진촌면 일원                                                    | 개진면 일원 |
| 일량면 일원, 송천면 일원                                                    | 양천면 일원 |
| 안림면 일원, 유천면 일원, 고곡면 일원                                       | 임천면 일원 |
| 내곡면 일원, 관동면 일원                                                    | 내관면 일원 |
| 왕지면 일원, 답곡면 일원, 하미면 일부(부례동, 부곡동, 사촌동, 연동, 하산동) | 왕곡면 일원 |
| 우촌면 일원, 하미면 일원(왕곡면 관할구역 제외)                              | 우하면 일원 |
| 상동면 일원, 하동면 일원                                                    | 쌍동면 일원 |
- 1914년 4월 1일 읍내면 등을 고령면으로 합면하는 등의 개편이 있었다.[6][7](9면)

| 조선총독부령 제111호 |             |                                                                        |
| 구 행정구역 | 신 행정구역 | 신 행정구역                                                            |
| 고령군 읍내면(邑內面) 고아동, 연조동/동부동/봉두동, 장기동, 중화동/상화동, 지산동/월기동/막곡동/신기동, 쾌빈동/정동, 헌문동                        | 고령면      | 고아동, 연조동, 장기동, 중화동, 지산동, 쾌빈동, 헌문동                 |
| 고령군 양천면(良泉面) 내곡동/수곡동, 외동/중동 | 고령면      | 내곡동, 외동                                                           |
| 고령군 내관면(乃館面) 내상동/동촌동, 신동/산음동/나동, 저전동/신전동, 본관동/옥산동, 후암동/지사동                                                 | 고령면      | 내상동, 신동, 저전동, 본관동                                           |
| 고령군 내관면(乃館面) 내상동/동촌동, 신동/산음동/나동, 저전동/신전동, 본관동/옥산동, 후암동/지사동                                                 | 덕곡면      | 후암동                                                                 |
| 고령군 덕곡면(德谷面) 노동/명곡동, 백동/신기동, 원송동/기동, 성동/달리동/광기동/포상동                                                             | 덕곡면      | 노동, 백동, 원송동, 성동                                               |
| 고령군 인곡면(仁谷面) 신율동/가륜동, 반성동/양산동/대형동/만하동, 본리동/전상동, 예동/중흥동, 옥계동/무릉동, 용흥동/장암동/오리동                  | 덕곡면      | 가륜동, 반성동, 본리동, 예동, 옥계동, 용흥동                           |
| 고령군 운수면(雲水面) 금성동/순평동/외신동/연봉동, 신궁동/봉계동/물간동, 운산동/월성동, 법암동/거호동/외화동                                       | 운수면      | 봉평동, 신간동, 월산동, 화암동                                         |
| 고령군 장음면(長音面) 법동/연봉동/백전동, 운산동/삼하동, 팔산동, 유동/개연동/고승동, 기산동/지경동/기족동, 사부동/도령동/풍곡동/신촌동             | 운수면      | 법동, 운산동, 팔산동, 유동                                             |
| 고령군 장음면(長音面) 법동/연봉동/백전동, 운산동/삼하동, 팔산동, 유동/개연동/고승동, 기산동/지경동/기족동, 사부동/도령동/풍곡동/신촌동             | 성산면      | 기산동, 사부동                                                         |
| 고령군 소야면(蘇野面) 고곡동/봉곡동, 기족동, 득성동, 삼대동/반장동/덕산동, 어곡동, 오곡동/진두동/농곡동                                            | 성산면      | 고탄동, 기족동, 득성동, 삼대동, 어곡동, 오곡동                         |
| 고령군 가현면(嘉縣面) 강정동/형곡동, 대흥동/신촌동/양동, 무계동/율리동, 박곡동, 상용동/대용동, 용소동/용당동/월산동                                | 성산면      | 강정동, 대흥동, 무계동, 박곡동, 상용동, 용소동                         |
| 고령군 개진면(開津面) 개포동/시례동/한제동, 구곡동/봉동, 부동/창동, 생동, 오사동/광도동, 백산동/적산동/옥동, 인안동/치산동                         | 개진면      | 개포동, 구곡동, 부동, 생동, 오사동, 옥산동, 인안동                     |
| 고령군 양천면(良泉面) 반운동, 신안동, 양전동/내동, 직동/송천동                                                                                     | 개진면      | 반운동, 신안동, 양전동, 직동                                           |
| 고령군 다산면(茶山面) 곽촌동/지내동, 법동/신동/상곡동, 좌학동/본산동, 평리동, 호촌동/사촌동                                                        | 다산면      | 곽촌동, 상곡동, 좌학동, 평리동, 호촌동                                 |
| 고령군 벌지면(伐知面) 나정동/아시동, 노곡동, 벌지동/동암동/남촌동, 하로동/삼동, 상로동/장척동/남양동                                               | 다산면      | 나정동, 노곡동, 벌지동, 송곡동, 월성동                                 |
| 고령군 우하면(牛下面) 대곡동/아라동, 도진동, 사부동/저동, 속동, 야정동/아곡동, 월오동                                                              | 우곡면      | 대곡동, 도진동, 사부동, 속동, 야정동, 월오동                           |
| 고령군 왕곡면(旺谷面) 객기동/(우하면)사등동, 답곡동/희정동, 사촌동/황성동, 연동, 조지동, 아곡동/(우하면)부례동/부곡동                              | 우곡면      | 객기동, 답곡동, 사촌동, 연동, 조지동, 예곡동                           |
| 고령군 쌍동면(雙洞面) 귀원동, 매촌동, 백산동, 산당동/초곡동, 산주동/석사동/부례동, 송림동, 신촌동/어동/송정동, 하거동/구고동/덕곡동, 상가동/하가동 | 쌍동면      | 귀원동, 매촌동, 백산동, 산당동, 산주동, 송림동, 신촌동, 하거동, 합가동 |
| 고령군 임천면(林泉面) 고곡동/죽성동/칠동/신촌동, 박곡동/신림동, 안림동/동부동/서부동, 안화동/가부동, 용동/반룡동, 월막동/산막동/국전동, 평지동     | 임천면      | 고곡동, 신곡동, 안림동, 안화동, 용동, 월막동, 평지동                   |
| 1914년          | 1914년                                                                                                 | 현재            | 현재                                                                                                   |
| 면              | 동 | 구·읍·면        | 동·리                                                                                                  |
| --------------- | --- | --------------- | --- |
| 고령면 (高靈面) | 고아리, 내곡리, 내상리, 본관리, 신리, 연조리, 외리, 장기리, 저전리, 중화리, 지산리, 쾌빈리, 헌문리     | 고령군 대가야읍 | 고아리, 내곡리, 내상리, 본관리, 신리, 연조리, 외리, 장기리, 저전리, 중화리, 지산리, 쾌빈리, 헌문리     |
| 성산면 (星山面) | 강정리, 고탄리, 기산리, 기족리, 대흥리, 득성리, 무계리, 박곡리, 삼대리, 상용리, 어곡리, 오곡리, 용소리 | 고령군 성산면   | 강정리, 고탄리, 기산리, 기족리, 대흥리, 득성리, 무계리 ,박곡리, 삼대리, 상용리, 어곡리, 오곡리, 용소리 |
| 다산면 (茶山面) | 곽촌리, 나정리, 노곡리, 벌지리, 상곡리, 송곡리, 월성리, 좌학리, 평리리, 호촌리                         | 고령군 다산면   | 곽촌리, 나정리, 노곡리, 벌지리, 상곡리, 송곡리, 월성리, 좌학리, 평리리, 호촌리                         |
| 쌍동면 (雙洞面) | 귀원동, 매촌동, 백산동, 산당동, 산주동, 송림동, 신촌동, 하거동, 합가동                                 | 고령군 쌍림면   | 귀원리, 매촌리, 백산리, 산당리, 산주리, 송림리, 신촌리, 하거리, 합가리                                 |
| 임천면 (林泉面) | 고곡동, 신곡동, 안림동, 안화동, 용동, 월막동, 평지동                                                   | 고령군 쌍림면   | 고곡리, 신곡리, 안림리, 안화리, 용리, 월막리, 평지리                                                   |
| 우곡면 (牛谷面) | 객기리, 답곡리, 대곡리, 도진리, 사전리, 사촌리, 속리, 야정리, 연리, 예곡리, 월오리, 조지리, 포리       | 고령군 우곡면   | 객기리, 답곡리, 대곡리, 도진리, 사전리, 사촌리, 속리, 야정리, 연리, 예곡리, 월오리, 봉산리, 포리       |
| 덕곡면 (德谷面) | 가륜리, 노리, 반성리, 백리, 본리리, 예리, 옥계리, 용흥리, 원송리, 후암리                               | 고령군 덕곡면   | 가륜리, 노리, 반성리, 백리, 본리리, 예리, 옥계리, 용흥리, 원송리, 후암리                               |
| 덕곡면 (德谷面) | 성동                                                                                                   | 성주군 수륜면   | 성리                                                                                                   |
| 운수면 (雲水面) | 대평리, 법리, 봉평리, 신간리, 운산리, 월산리, 유리, 팔산리, 화암리                                     | 고령군 운수면   | 대평리, 법리, 봉평리, 신간리, 운산리, 월산리, 유리, 팔산리, 화암리                                     |
| 개진면 (開津面) | 개포리, 구곡리, 반운리, 부리, 생리, 신안리, 양전리, 오사리, 옥산리, 인안리, 직리                       | 고령군 개진면   | 개포리, 구곡리, 반운리, 부리, 생리, 신안리, 양전리, 오사리, 옥산리, 인안리, 직리                       |

- 1917년 우곡면 사부동을 사전동으로 개칭하였다.
- 1934년 4월 1일 쌍동면과 임천면이 쌍림면으로 합면하였다.[9] (8면)
- 1979년 5월 1일 고령면이 고령읍으로 승격했다.[10] (1읍 7면)
- 1983년 2월 15일 우곡면 조지동을 봉산동으로 개칭하였다.
- 2015년 4월 2일 고령읍이 대가야읍(大伽倻邑)으로 읍 이름을 바꾸었다.[11][12]